# Macrogomphus
Macrogomphus – rodzaj ważek z rodziny gadziogłówkowatych (Gomphidae).

## Podział systematyczny
Do rodzaju Macrogomphus należą następujące gatunki:
- Macrogomphus abnormis Selys, 1884
- Macrogomphus albardae Selys, 1878 – gatunek wątpliwy
- Macrogomphus annulatus (Selys, 1854)
- Macrogomphus decemlineatus Selys, 1878
- Macrogomphus kerri Fraser, 1932
- Macrogomphus lankanensis Fraser, 1933
- Macrogomphus matsukii Asahina, 1986 – gatunek wątpliwy
- Macrogomphus montanus Selys, 1869
- Macrogomphus parallelogramma (Burmeister, 1839)
- Macrogomphus phalantus Lieftinck, 1935
- Macrogomphus quadratus Selys, 1878
- Macrogomphus robustus (Selys, 1854)
- Macrogomphus seductus Fraser, 1926
- Macrogomphus thoracicus McLachlan, 1884
- Macrogomphus wynaadicus Fraser, 1924